# 폴터가이스트 2
《폴터가이스트 2》(영어: Poltergeist II: The Other Side 혹은 간단히 Poltergeist II)는 미국에서 제작된 브라이언 깁슨 감독의 1986년 초자연 공포 영화이다. 《폴터가이스트》(1982)의 속편이다. 조베스 윌리엄스 등이 출연하였고, 마크 빅터 등이 제작에 참여하였다.
속편 《폴터가이스트 3》(1988)으로 이어진다.

## 출연진
- 조베스 윌리엄스
- 크레이그 T. 넬슨
- 헤더 오로크
- 올리버 로빈스
- 젤다 루빈스타인
- 윌 샘프슨
- 줄리언 벡
- 제럴딘 피츠제럴드

## 기타 제작진
- 협력 제작: 린 아리스트
- 배역: 조지프 더고스타
- 미술: 테드 하워스
- 특수 효과: 리처드 에들런드
- 특수 효과팀: 랜들 윌리엄 쿡